# Fergus Mòr
Fergus Mór mac Eirc (Fergus Mòr Mac Earca) var omkring år 500, enligt legenden, den första kungen av skotiska Dalriada. Han var son till Erc av Dalriada. Han kallas ofta "Skottlands fader", och anses vara dess grundare.
Fastän delar av hans historicitet kan diskuteras, kan hans postuma betydelse som Skottlands grundare i den nationella myten inte överskattas. Alla regenter av Skottland har härlett sitt ursprung till Fergus Mòr, och likaså gör flera samtida personer det. 
Det enda historiska belägget för Fergus Mòrs existens är en liten notis i Annals of Tigernach för året 501, som lyder:
Feargus Mor mac Earca cum gente Dal Riada partem Britaniae tenuit, et ibi mortuus est.
Fergus Mor mac Earca, med folket av Dal Riata, höll delar av Britannien, och dog där.
Han återfinns även i kungalängderna för Dalriada, och senare Skottland, till exempel Senchus Fer n-Alban och Duan Albanach. I Senchus står det att Fergus Mòr även var känd som Mac Nisse Mór. De senare källorna är tidigast från 900-talet, vilket innebär 30-40 generationer efter Fergus ska ha levat. I dessa källor finns även uppgiften att han ska ha varit son till Erc, som uppges vara son till Eochaid Muinremuir. I iriska källor finns en ättelängd till Fergus Mòr som sträcker sig omkring 50 generationer tillbaka, och det förekommer legender, till exempel i Lebor Gabála Érenn, om att de skotska kungarna skulle ha iriskt ursprung, och att de längre tillbaka skulle härstamma från Egypten och Skytien. Det påstådda egyptiska arvet är genom Gaedel Glas moder Scota, dotter till en farao som senare har föreslagits vara Neferhotep I. Från Scota ska enligt denna legend namnet Skottland komma - det var därför mycket viktigt med rätt härstamning för dess kungar. Delar av legenden användes mot påven Johannes XXII 6 april 1320 i The Declaration of Arbroath.
Dessa källor styrker att Fergus Mòr hade en betydelse under medeltiden, men som historiska källor säger de ingenting om hans liv. Endast en annan kung är känd från 500-talet, Ceretic av Alt Clut, och detta enbart genom ett omnämnande i ett brev. De första kungarna vilkas liv är helt historiskt säkerställda är Fergus sonsöner Gahbran av Dalriada och Comgall av Galriada, eller kanske enbart hans sonsons son Áedán mac Gabráin.
I senare källor finns flera legender om Fergus. På 1400-talet skrev Andrew of Wyntounn i Orygynale Cronykil of Scotland att Fergus var den förste kung som regerade över hela Skottland, och att han tagit med sig Stone of Scone från Irland. Den kungalängd som följer är mycket osäker men har viss samstämmighet med tidigare kungalängder.